# LGV Ningbo - Taizhou - Wenzhou
La ligne Ningbo–Taizhou–Wenzhou (chinois simplifié : 甬台温铁路 ; chinois traditionnel : 甬台溫鐵路 ; pinyin : yǒngtáiwēn tiělù) est une ligne de chemin de fer reliant les villes de Ningbo dans la province de Zhejiang, de Taizhou et de Wenzhou toutes les trois dans la province de Zhejiang, en Chine. La ligne est une ligne à grande vitesse à double voie électrifiée. La ligne longue de 282,4 km a été ouverte le 28 septembre 2009, sa construction ayant démarré en 2005.
C'est un tronçon de la LGV Hanzhou - Fuzhou - Shenzhen (zh) (chinois : 杭福深客运专线), qui comporte également le tronçon LGV Hanzhou - Ningbo (zh) (chinois : 杭甬客运专线).

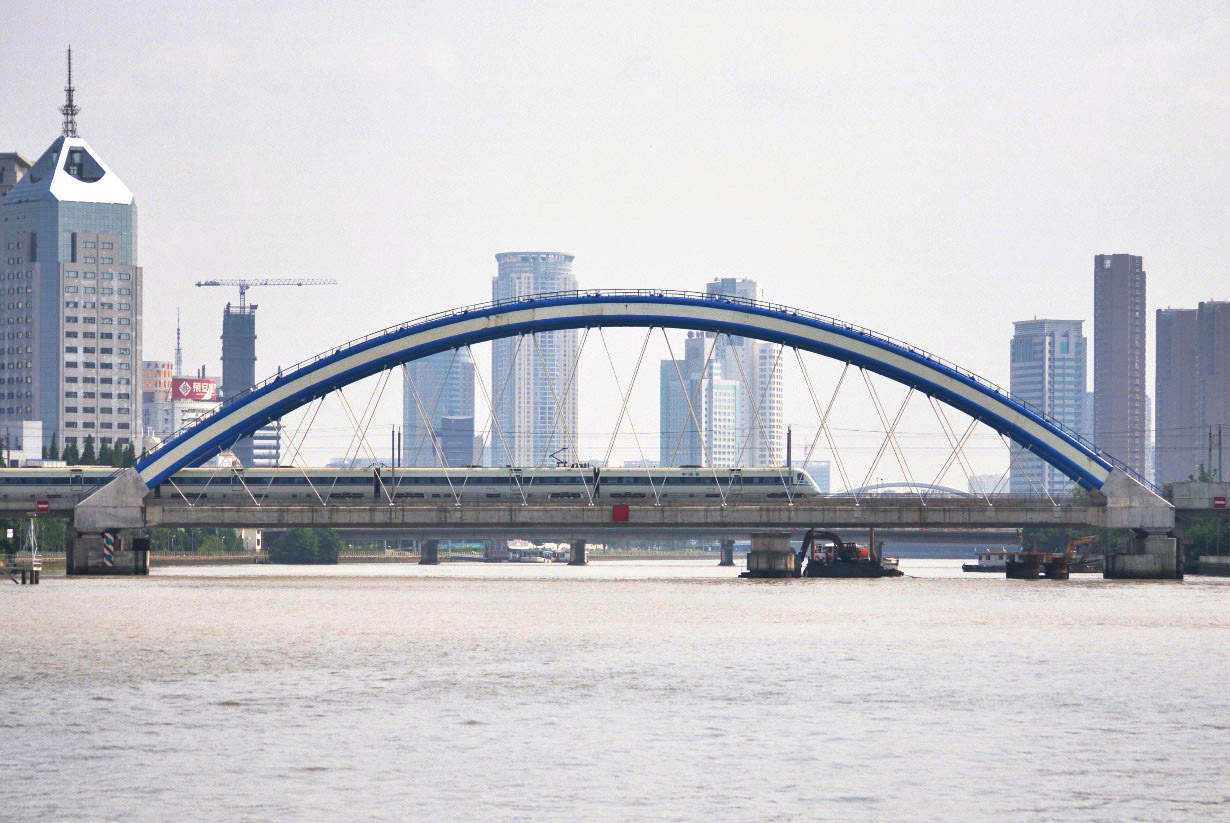
Le train en ville